# Anselmo Robbiati
Anselmo Robbiati, född den 1 januari 1970 i Lecco, är en italiensk före detta fotbollsspelare.
Robbiati spelade i ACF Fiorentina mellan åren 1993 och 1999 där han gjorde 27 mål på 155 matcher.